# St. John's Episcopal Church
La St. John's Episcopal Church, église épiscopalienne Saint-Jean, surnommée L'église des présidents est une église épiscopalienne à Washington, aux États-Unis. Conçue par Benjamin Henry Latrobe en style Greek Revival, elle est située sur Lafayette Square, qui la sépare de la Maison-Blanche.
Visitée à au moins une reprise par chaque président des États-Unis en exercice depuis James Madison, l'église est classée National Historic Landmark depuis le 19 décembre 1960 et est inscrite au Registre national des lieux historiques depuis le 15 octobre 1966. Le banc 54 est réservé aux présidents. 
Elle a en partie brûlé pendant les événements qui font suite à la mort de George Floyd. Elle est le lieu le lendemain 1er juin 2020 d'une opération de communication controversée de Donald Trump, celui-ci y apparaissant Bible à la main après avoir fait évacuer par la force les manifestants.